# Гриффолл, Престон
Престон Гриффолл (англ. Preston Griffall, 6 июня 1984, Солт-Лейк-Сити, Юта) — американский саночник, выступающий за сборную США с 1999 года. Участник двух зимних Олимпийских игр, многократный призёр национального первенства.

## Биография
Престон Гриффолл родился 6 июня 1984 года в городе Солт-Лейк-Сити, штат Юта. Активно заниматься санным спортом начал в возрасте четырнадцати лет, в 1999 году прошёл отбор в национальную сборную и стал принимать участие в различных международных соревнованиях, выступая в паре с Дэном Джойи. В сезоне 2004/05 дебютировал на этапах взрослого Кубка мира, заняв в общем зачёте девятое место, кроме того, на домашнем чемпионате мира в Парк-Сити пришёл к финишу шестым. Благодаря череде удачных выступлений Джойи удостоился права защищать честь страны на зимних Олимпийских играх 2006 года в Турине, в финальных состязаниях ему удалось дойти до восьмого места мужского парного разряда. На чемпионате мира 2007 года в австрийском Иглсе был семнадцатым, а после окончания всех кубковых этапов поднялся в рейтинге саночников до тринадцатого места.
Начиная со следующего сезона стал выступать в паре с Мэттью Мортенсеном, добрался с ним до одиннадцатого места в общем зачёте Кубка мира. На домашнем мировом первенстве 2009 года в Лейк-Плэсиде пришёл к финишу девятым, но в рейтинге сильнейших саночников сумел подняться лишь до тридцать первого места. В следующем сезоне был на Кубке мира двадцать вторым, ещё через год — одиннадцатым. После того как Джойи завершил карьеру, новым партнёром Гриффолла стал опытный Кристиан Никкам, с которым на чемпионате мира 2011 года в итальянской Чезане они были седьмыми. В 2012 году на мировом первенстве в немецком Альтенберге они финишировали четырнадцатыми, тогда как в общем зачёте Кубка мира заняли девятое место.
В 2014 году Гриффолл побывал на Олимпийских играх в Сочи, где финишировал четырнадцатым в мужской парной программе.
Ныне Престон Гриффолл живёт и тренируется в родном Солт-Лейк-Сити, где, помимо всего прочего, служит в местном подразделении Национальной гвардии. Также владеет компанией по благоустройству ландшафта, управляет ей вместе с коллегой по команде, американским саночником Джонатаном Майлсом. В свободное время любит заниматься серфингом, кататься на горном велосипеде и играть в гольф.